# Dickson Greeting
Dickson Greeting wordt beschouwd als een van 's werelds eerste films. De film duurt 3 seconden en is geregisseerd door filmpioniers William Dickson en William Heise. William Dickson speelde zelf tevens mee in de film. Hij beweegt een hoed in zijn rechterhand naar het midden van zijn borst, waar hij tegelijkertijd zijn linkerhand naartoe beweegt. De film is opgenomen op 20 mei 1891 in de Photographic Building in Edisons Black Maria-filmstudio, West Orange, New Jersey. De film is gemaakt in samenwerking met Thomas Edison en zijn kinetograaf is gebruikt om de film mee op te nemen. De film werd afgespeeld voor kijkers bij National Federation of Women's Clubs. Dit was een van de eerste openbare filmpresentaties.